# Jean Bricourt
Pour les articles homonymes, voir Bricourt.
Jean Joseph Bricourt  , né à Houdeng-Aimeries, le 8 juin 1805 et décédé à Marcinelle le 1er janvier 1879 fut un homme politique belge francophone libéral.
Il fut magistrat.
Il fut membre du parlement,, et conseiller provincial de la province de Hainaut.